# Еадгилс
Еадгилс или също Адилс (с различно изписване на името: Adils, Aðils, Adillus, Aðísl at Uppsölum, Athisl, Athislus, Adhel) е полулегендарен конунг на свеите от династията Скилфинги, живял през VI в. Поемата Беоулф го представя като син на Отар.
Сагите разказват за войната, която водил Еадгилс срещу чичо си Онела, когото победил с помощта на геатите (които някои учени свързват с гетите). Скандинавските източници много често споменават и за противоборството му с датския конунг Хролф Краки като представят Еадгилс най-вече в негативна светлина като богат и алчен владетел.
Според Снори Стурлусон Еадгилс е бил погребан в един от най-големите кургани в Гамла Упсала. Археологическите разкопки там са установили, че в могилата лежи мъж, погребан ок. 575 г. върху меча кожа с принесени в жертва две кучета и богати дарове, потвърждаващи знатното му потекло. Сред погребалния инвентар има богато украсени оръжия и други предмети както от местно производство, така и донесени от далеч – напр. франкски меч, инкрустиран със злато и гранат, и дъска за игра на шах с римски пионки от слонова кост. Погребаният мъж е бил облечен в скъпо облекло, изработено от франкски плат със златни нишки, и с колан със скъпа катарама.